# Vicontele plătește polița

Kerwin Mathews și Sylvia Sorrente într-o scenă din film

Vicontele plătește polița (titlul original: în franceză Le vicomte règle ses comptes) este un film dramatic de spionaj franco-hispano-italian, realizat în 1967 de regizorul Maurice Cloche, după romanul Bonne mesure de Jean Bruce, protagoniști fiind actorii Kerwin Mathews, Sylvia Sorrente, Fernando Rey și Folco Lulli.

## Conținut
Inspectorul unei mari companii de asigurări, Clint de La Roche, cunoscut sub numele de „Vicontele”, și-a petrecut o vacanță plăcută pe coasta spaniolă în compania unor fete drăguțe și a asistentei sale, Billette, când a fost chemat înapoi de urgență la Paris pentru a investiga un jaf comis într-o bancă. Directorului unității i s-a furat cheia care controla sistemul de securitate, de o anumită Tania, dar aceasta a murit în urma unei bombe pusă în mașină. Nu mult după asta, Clint descoperă că în spatele acestor întâmplări, se ascunde o rivalitate între bandele lui Rico Barone și Marco Demoygne, care luptă pentru a controla piața drogurilor.

## Distribuție
- Kerwin Mathews – Clint de la Roche, Viconte
- Sylvia Sorrente – Lili Dumont
- Jean Yanne – Billette
- Fernando Rey – Marco Demoygne
- Folco Lulli – Rico Barone
- Franco Fabrizi – Ramon
- Maria Latour – Tania
- Alain Saury – Vincento
- Armand Mestral – Claude Peroux, comisarul
- Luis Dávila – Steve Heller
- Álvaro de Luna – Jean
- Pierre Massimi – Louis
- Christian Kerville – Paul
- Claude Le Lorrain
- Olga Bergamonti
- Pepe Martín – Manuel
- Yvette Lebon – Claudia